# Jack Feuillet
Pour les articles homonymes, voir Feuillet.
Jack Feuillet, né le 27 octobre 1942 à Chartres, est un grammairien et linguiste français spécialiste de grammaire comparée et de typologie linguistique (langues slaves, balkaniques et germaniques). J. Feuillet a occupé divers emplois dans l’Education nationale à partir de 1960. Il a été assistant, puis maître-assistant en linguistique allemande et germanique a l’université de Nantes (1970-1978). Puis, de 1978 à 2008, il fut professeur de bulgare à l’Institut national des langues et civilisations orientales (INALCO). Il est professeur émérite des universités à l'Inalco, où il a succédé à Roger Bernard. Il est aussi docteur honoris causa de l'Université Saint-Clément-d'Ohrid de Sofia depuis 2002.